# Ђовани ван Бронкхорст
Ђовани Кристијан ван Бронкхорст (хол. Giovanni Christiaan van Bronckhorst; 5. фебруар 1975) холандски је фудбалски тренер и бивши фудбалер. Играо је за репрезентацију Холандије, а најпознатији клуб за који је наступао је била Барселона. Његова позиција је била на левој страни у одбрани и у везном реду. 
Тренирао је Фајенорд, Гуангџоу Сити, Рејнџерс и Бешикташ.

## Биографија
Етничко порекло његових родитеља је са Молучких острва у Индонезији. Нема никакве породичне везе са Италијом (што би се по имену могло помислити). Надимак „Ђо“ је добио док је играо у Барселони.
У великим клубовима за које је играо (Фајенорд, Ренџерс, Арсенал, Барселона) имао је проблема да се устали у стартној постави због велике конкуренције.
Најзначајније титуле у каријери су му: Првенство Енглеске 2002, Првенство Шпаније 2005. и 2006, Лига шампиона 2006.

## Највећи успеси (као играч)

### Фајенорд
- Куп Холандије (2) : 1994/95, 2007/08.

### Глазгов Рејнџерс
- Првенство Шкотске (2) : 1998/99, 1999/00.
- Куп Шкотске (2) : 1998/99, 1999/00.
- Лига куп Шкотске (2) : 1998.

### Арсенал
- Премијер лига (1) : 2001/02.
- ФА куп (1) : 2002/03.

### Барселона
- Првенство Шпаније (2) : 2004/05, 2005/06.
- Суперкуп Шпаније (2) : 2005, 2006.
- Лига шампиона (1) : 2005/06.

### Репрезентација Холандије
- Светско првенство : финале 2010.
- Европско првенство : полуфинале 2000, 2004.

## Највећи успеси (као тренер)

### Фајенорд
- Ередивизија (1) : 2016/17.
- Куп Холандије (2) : 2015/16, 2017/18.
- Суперкуп Холандије (2) : 2017, 2018.

### Глазгов Рејнџерс
- Куп Шкотске (1) : 2021/22.
- Лига Европе : финале 2021/22.

### Бешикташ
- Суперкуп Турске (1) : 2024.